# Francesco Foscari

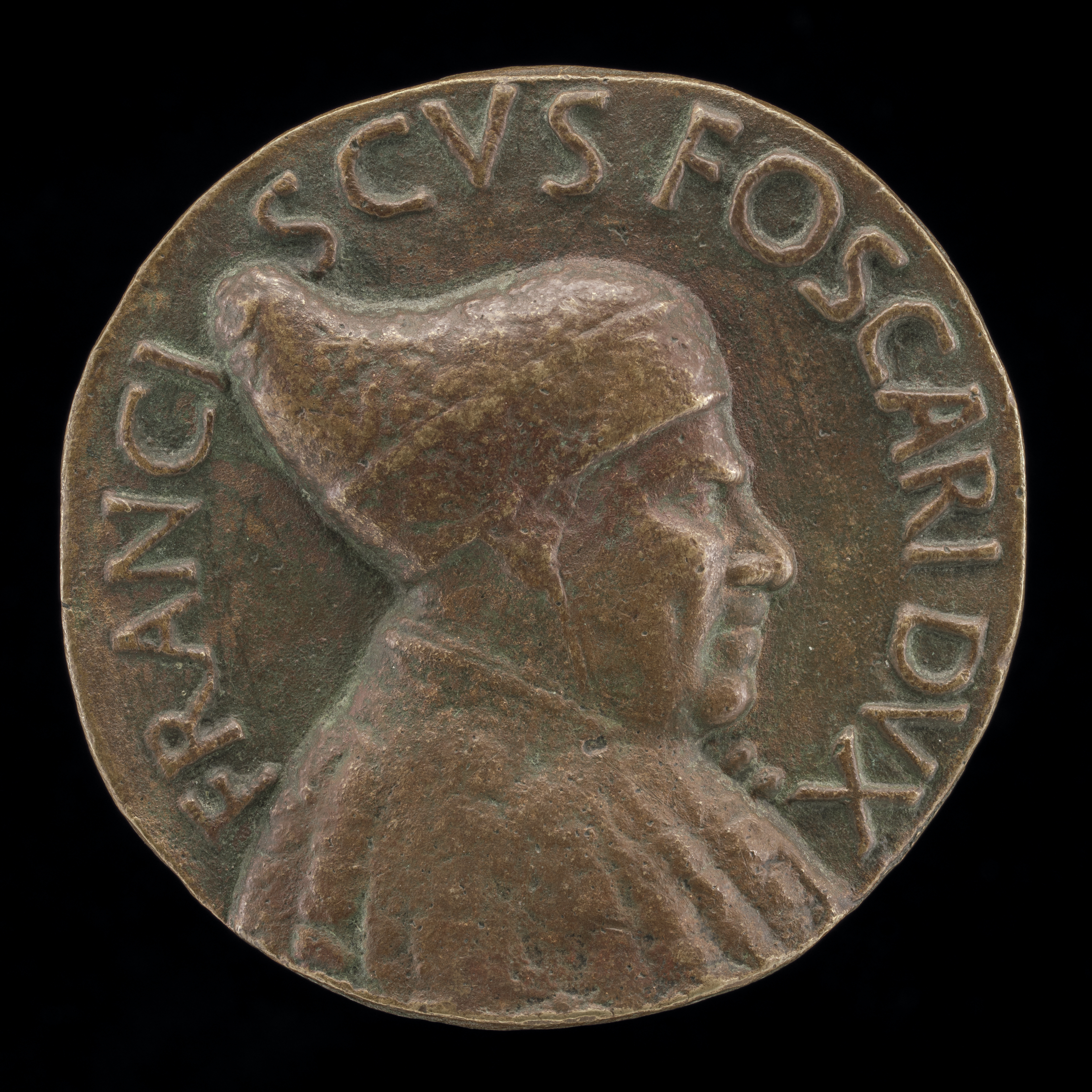
Antonio Gambello († 1481): Porträt des Dogen auf einer Münze, ca. 1457

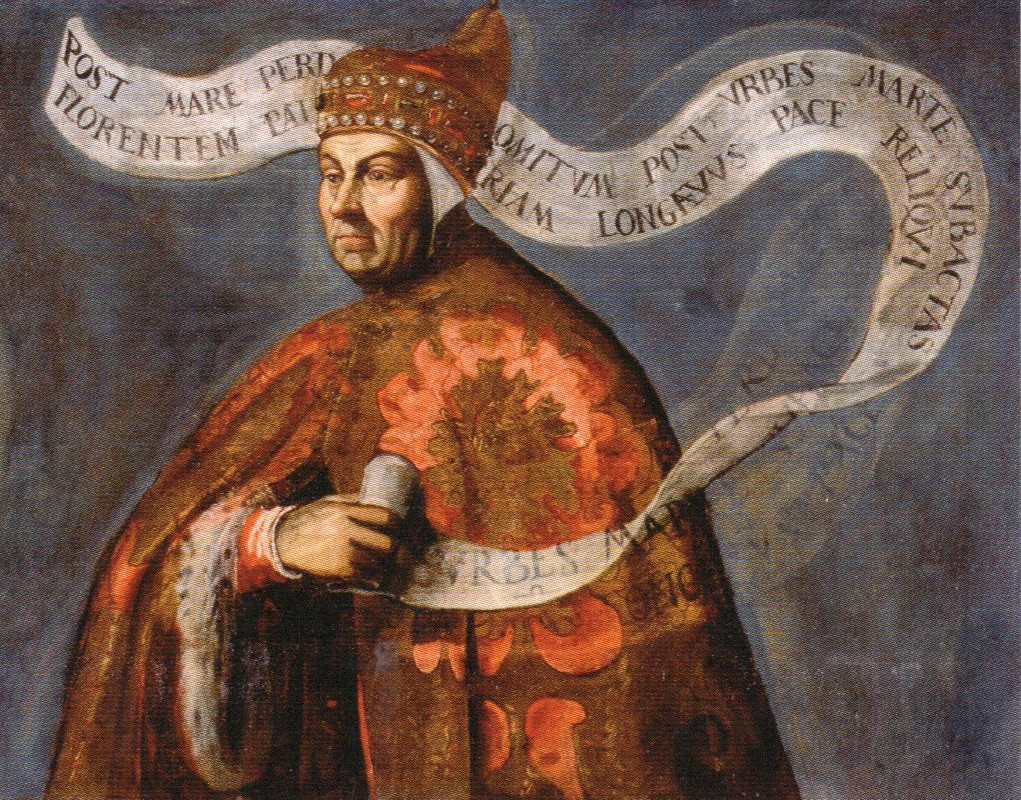
Domenico Tintoretto: Der Doge im Porträt im Dogenpalast

Francesco Foscari (* 19. Juni (?) 1373 in Venedig; † 1. November 1457 daselbst) war von seiner Wahl am 15. April 1423 bis zu seiner Absetzung am 21. Oktober 1457 Doge von Venedig. Nach der Zählweise der staatlich kontrollierten Historiographie war er der 65. Doge der Republik Venedig. Foscari regierte über 34 Jahre lang, länger als jeder Doge vor oder nach ihm; er war, sieht man vom Frühmittelalter ab, einer der wenigen Dogen, die abgesetzt wurden.
Unter seiner Regierung wurde die territoriale Ausdehnung Venedigs auf das oberitalienische Festland, aber auch nach Dalmatien, und damit seine Position als Landmacht vorangetrieben. Die dazu nötigen Kriege, vor allem gegen Mailand, aber auch gegen das römisch-deutsche Reich forderten die Ressourcen der Stadt in einem bis dahin kaum bekannten Ausmaß ein. Gleichzeitig blühte jedoch die Wirtschaft Venedigs, allem voran der Fernhandel, und die bauliche Entwicklung der Stadt wurde gefördert.

## Herkunft und Familie

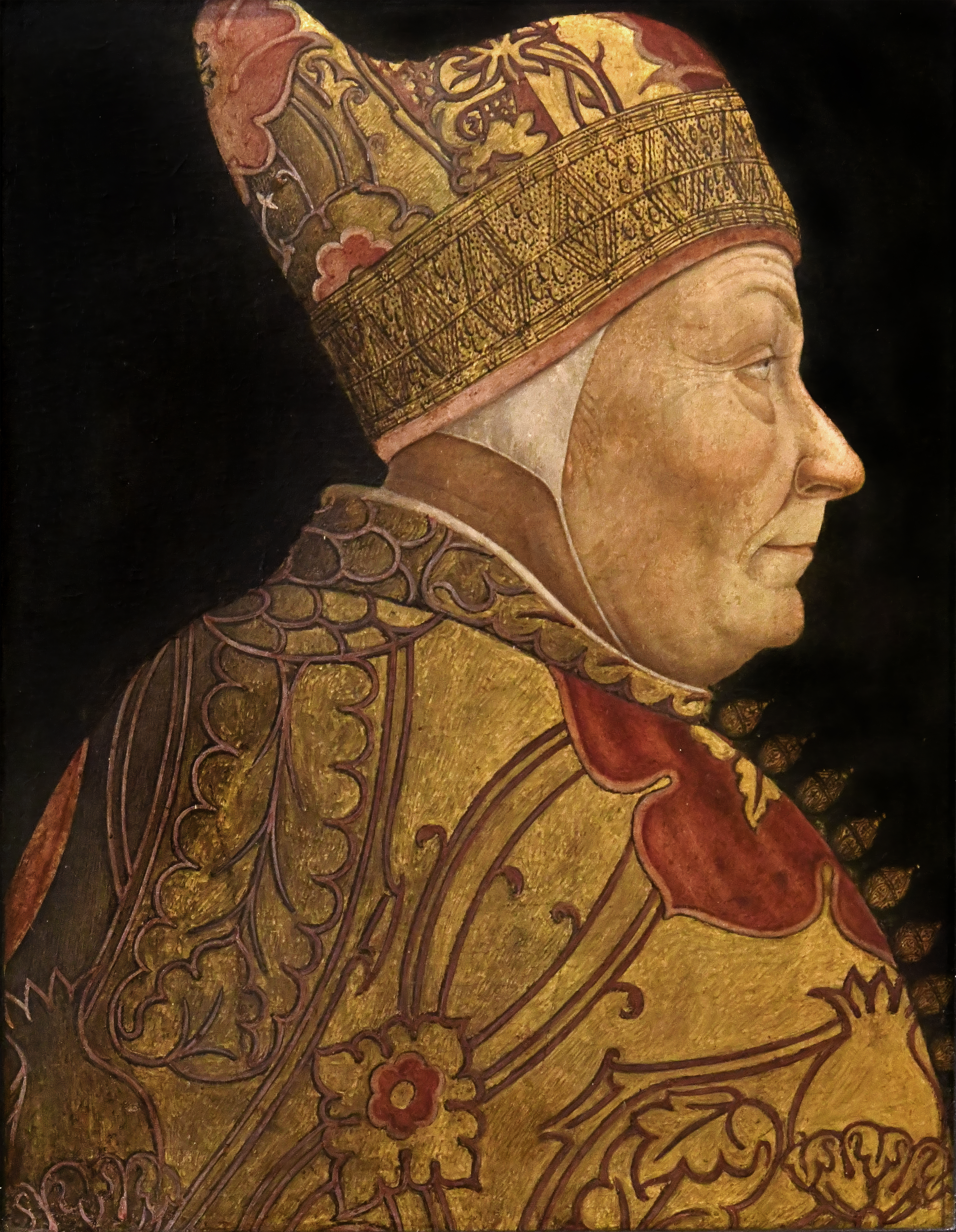
Porträt Francesco Foscaris gegen Ende seines Lebens, meist um 1460 datiertes Gemälde von Lazzaro Bastiani (1429–1512), heute im Museo Correr

Francesco Foscari wurde um 1373 (nach Angaben von Giuseppe Gullino – ohne Quellenangabe – kam er am 19. Juni 1373 zur Welt) als Sohn des Niccolò di Giovanni Foscari und dessen Ehefrau Cateruzia Michiel geboren. Die Familie war nie sehr zahlreich, war aber von erheblichem Vermögen und reichte der Überlieferung nach bis in das 10. Jahrhundert zurück. Die Foscari zählten zu den etwa 150 Familien, die einen erblichen Sitz im Großen Rat hatten und damit anerkanntermaßen zum Adel der Stadt gehörten. Damit war der Zugang zu zahlreichen Staatsaufgaben verbunden, die durch Abstimmung im Großen Rat befristet vergeben wurden. Zu den Wahlämtern zählte auch das Dogenamt, jedoch wurde dieses in einem mehrstufigen Abstimmungsverfahren auf Lebenszeit vergeben. Die Foscari zählten allerdings zu den case nove, nicht zu den case vecchie, also zu den etwas später aufgestiegenen Familien.
Der eigentliche Aufstieg der Familie begann erst mit Francescos Urgroßvater Nicolò. Er war Besitzer umfangreicher Landgüter auf der Terraferma, dem oberitalienischen Festland, aber auch in Venedig am Rialto. Die festländischen Güter ballten sich um Zelarino im Trevisanischen und um Noventa im Paduanischen; diese kamen möglicherweise durch seine zweite Ehe mit Balzanella da Peraga in den Besitz der Foscari. Gleichzeitig brachten diese ausgedehnten Güter die Foscari in den Wirkungskreis der mächtigsten Familien des Nordostens, der Carrara und der Scaligeri. Den Grafentitel hatte Nicolò 1331 vom König von Böhmen und Polen erlangt, Cangrande I. della Scala schlug ihn 1328 zum Ritter. Im Januar 1341 diktierte Nicolò seinen letzten Willen dem Notar Felice de Merlis. Zu Universalerben wurden seine Söhne Giovanni und Jacobello.
Der ältere der beiden, Großvater des späteren Dogen, durchlief eine seinem Stand entsprechende politische Karriere. So wurde Giovanni Podestà von Padua und von Treviso, nahm an zahlreichen diplomatischen Missionen teil. 1356 und 1372 geriet er jedoch in Konflikt mit der venezianischen Regierung, einmal weil er Asolo den feindlichen Truppen Ungarns übergeben hatte, dann im Zusammenhang mit den Gefällen für die Nachfolge seines Sohnes Paolo als Bischof von Castello (er wurde später Erzbischof von Patras).

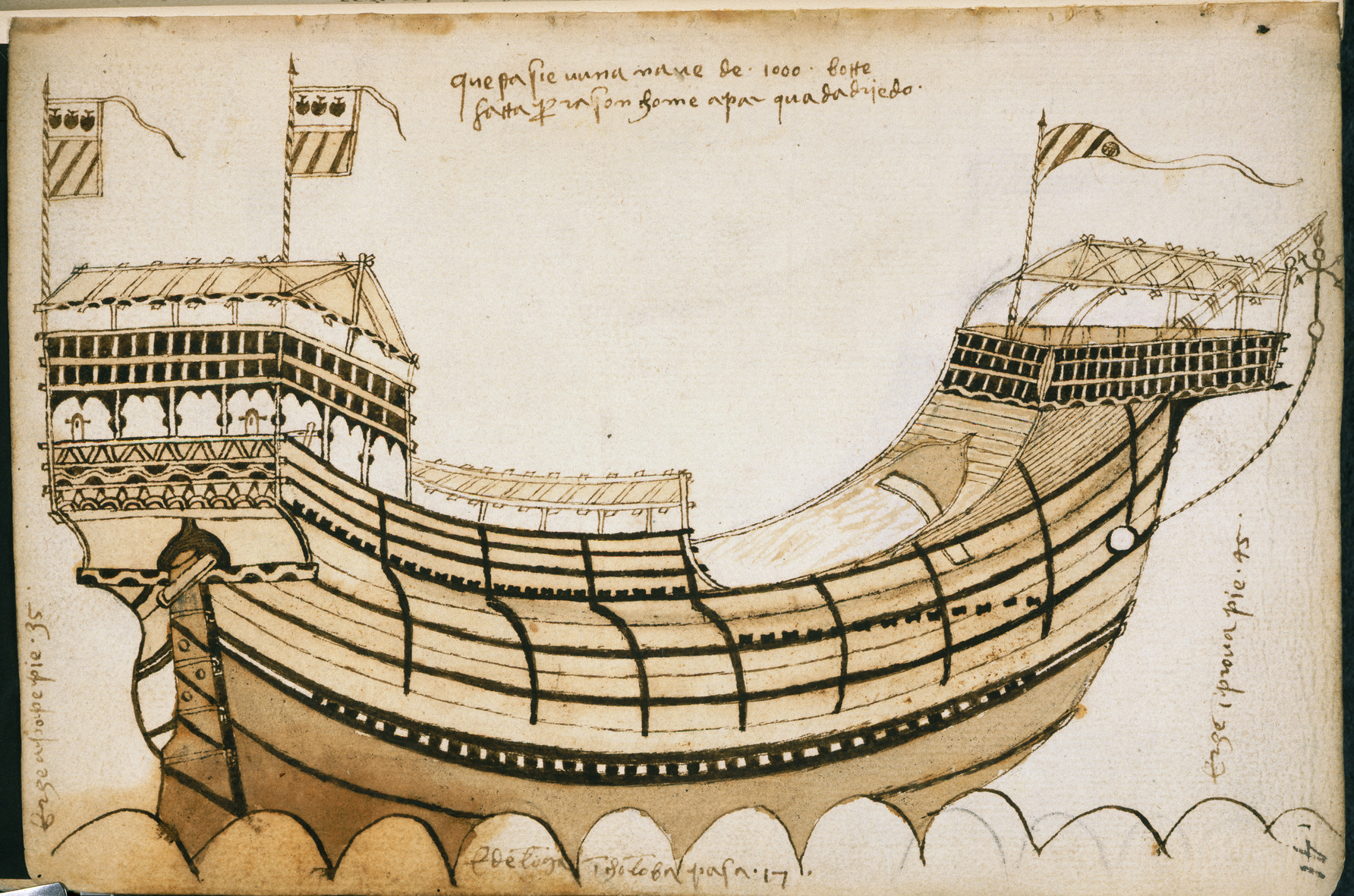
Darstellung eines Schiffes, entstanden um 1447–1449 in Venedig (?), British Library, Cotton Titus A. XXVI, f. 41

Francescos Vater Nicolò, einem der mindestens fünf Söhne des Giovanni, gelang es, das Familienvermögen im Handel zu konsolidieren, sein ältester Sohn jedoch betätigte sich nie im Handel. Nicolò und sein Bruder Franzi betätigten sich als erste aus der Foscari-Familie im Geschäft mit den Ländern des östlichen Mittelmeeres, während bis dahin ihre Wirtschaftstätigkeit um die Landgüter gekreist hatte. Bei den meisten anderen patrizischen Familien war die Entwicklung genau in entgegengesetzter Richtung vonstattengegangen. Um 1372 heiratete Nicolò Cateruzia Michiel, die die gewaltige Summe von 3.000 Dukaten als Mitgift in die Ehe brachte. Es dürfte diese Summe gewesen sein, die den Foscari die Möglichkeit eröffnete, sich im Fernhandel zu betätigen. So trieb Nicolò etwa in Bari und Trani Handel. Doch ab 1379 kümmerte er sich hauptsächlich um seine politische Karriere, die ihm bis 1412, dem Jahr seines Todes, zahlreiche hohe Posten in der Republik Venedig eintrug. So zählte er schließlich auch im Jahr 1400 zu den 41 Dogenwählern, als Michele Steno gewählt wurde.
Nicolò hatte drei Töchter und drei Söhne, von denen Francesco der älteste war. Marco, der jüngere Bruder Francescos, wurde Prokurator von San Marco; er heiratete Margherita, die Tochter des Patriziers Francesco Marcello. Der mittlere Bruder Donato starb bereits 1421. Franceschina heiratete den Adligen Santo Venier, während Elena ins Kloster San Zaccaria eintrat, das nur dem Patriziat offenstand, wo sie Äbtissin wurde. Über die dritte Schwester Francesco Foscaris, Briseida, ist nichts weiter bekannt. Als Testamentsvollstrecker setzte Nicolò neben den Söhnen und seiner Frau auch seinen Bruder Franzi und Santo Venier ein sowie Marco Loredan. Cateruzia teilte das Erbe auf, Nicolò wurde in San Simeone Apostolo beigesetzt. Die drei Sklavinnen waren schließlich ebenfalls im Testament vorgesehen. Marta sollte zu Marco gehen und nach weiteren 10 Jahren des Dienstes freigelassen werden, Caterina wurde sofort freigelassen, Anastasia folgte Elena in ihr Kloster.
Franzi, Francescos Onkel, war viel jünger als sein Bruder Nicolò. Er wurde früh der Tochter des Despoten von Lepanto Giovanni Bua Spatas versprochen, auch wenn die Verheiratung erst 1395 stattfand. Sie brachte eine Mitgift von umgerechnet etwa 3.300 Dukaten in die Ehe, dazu das Kastell Dragamesto, das von Carlo I. Tocco erobert worden war. Das Paar hatte sechs Söhne und mindestens zwei Töchter. Franzi begann seine politische Karriere 1394 als Capo des Sestiere Santa Croce. Seinen Familiensitz verlegte er Richtung Sant’Aponal und San Canzian, doch tat dies der familiären Zusammenarbeit keinen Abbruch.
Nach Aussage des Chronisten Marin Sanudo kam Francesco Foscari in einem Palazzo am Canal Grande zur Welt, wahrscheinlich in der Gemeinde San Simeon Apostolo nahe dem heutigen Bahnhof. Andere Quellen berichten, er sei mit seinen beiden Brüdern Donato und Marco in Ägypten aufgewachsen, wohin sein Vater 1374 verbannt worden sei, nachdem er als Bruder des Bischofs von Castello in Ungnade gefallen war.
In erster Ehe heiratete Francesco Foscari 1395 Maria Priuli di Andrea di Lorenzo, eine Erbin aus reichem Hause; ihr Familienzweig trug den Namen „dal banco“. Mit ihr hatte er zwei Söhne und zwei Töchter, namentlich Girolamo, Lorenzo, Bianca und Camilla.
Nach ihrem Tod um das Jahr 1414 nahm er 1415 die ebenfalls vermögende Venezianerin Marina Nani zur zweiten Frau. Mit ihr hatte er neun Kinder, fünf Töchter und vier Söhne, die jedoch alle – mit Ausnahme des Zweitgeborenen Jacopo – 1425 und 1437 an der Pest starben.

## Leben

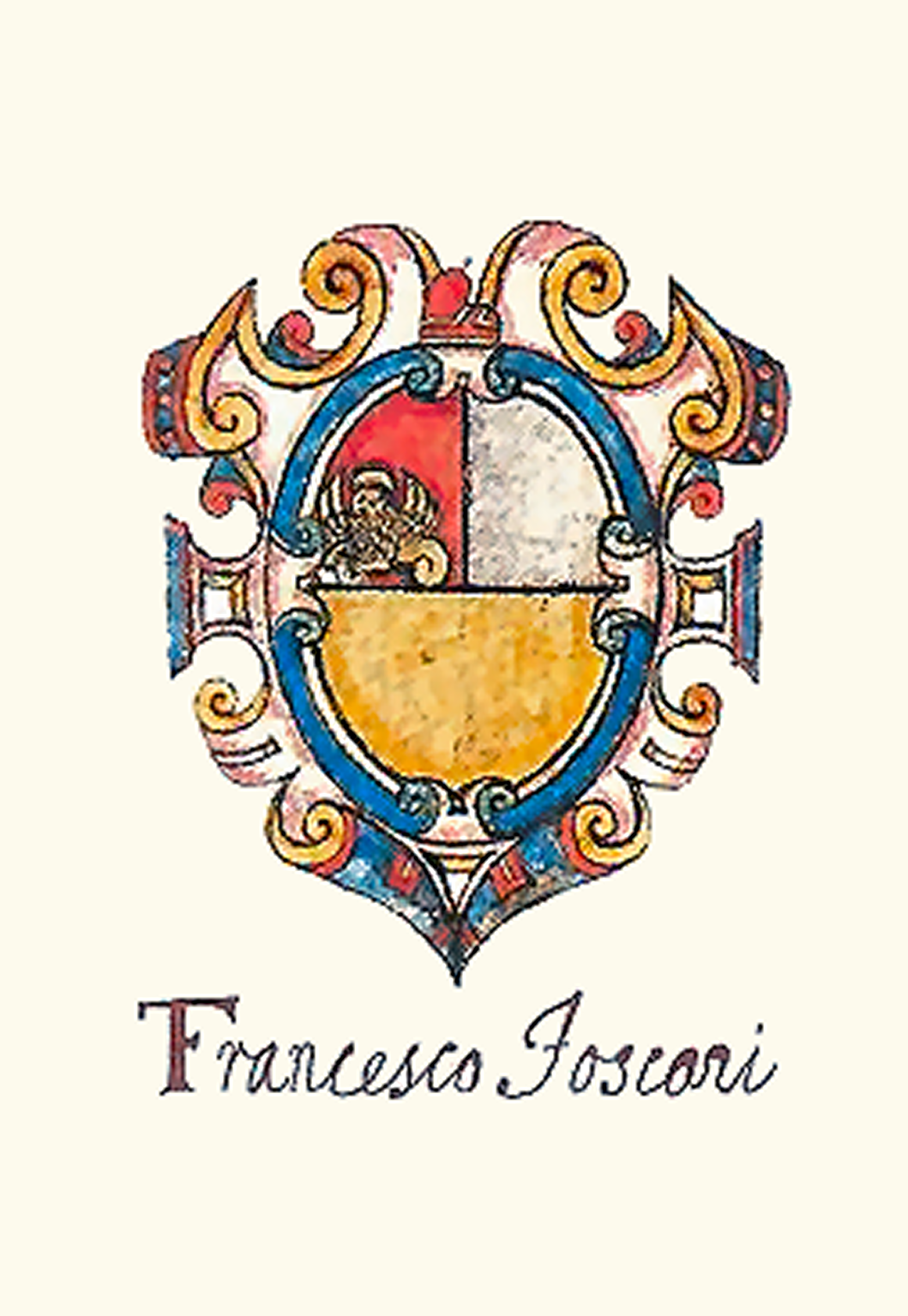
Wappen Francesco Foscaris, frühes 17. Jahrhundert

Francesco Foscari wurde in eine Familie mit weitläufigem Landbesitz und engen Kontakten zu anderen Patrizierfamilien geboren, die zugleich im Fernhandel, wenn auch wenig fassbar, tätig war. Über seine Jugend ist wenig bekannt, ebenso über seine Bildung. Überliefert ist eine für die Zeit typische Legende, nach der die Väter Francescos und des späteren Papstes Pius’ II., als sie in Ägypten als Händler auf Reisen waren, einem Eremiten oder Propheten begegnet sein sollen. Dieser habe den Söhnen die jeweilige weltliche und geistliche Karriere vorausgesagt. Antonio Morosini, Verfasser einer Chronik, schrieb 1430, Foscari habe als Doge die Gesandten aus Genua in „bon latin“ angesprochen, er habe also Latein gelernt; auch lobt der Verfasser seine Redegewandtheit – „dolcezza“ – gegenüber Gesandten aus Florenz (Romano, S. 34). Der Vater Francescos hatte also für eine gute Ausbildung in Sprachen und Rhetorik gesorgt, was sich bei seinem zweiten Sohn Jacopo noch deutlicher zeigte, der mit Humanisten wie Francesco Barbaro, Poggio Bracciolini oder Leonardo Bruni zu korrespondieren verstand.

### Ämterlaufbahn

#### Frühe Ämter

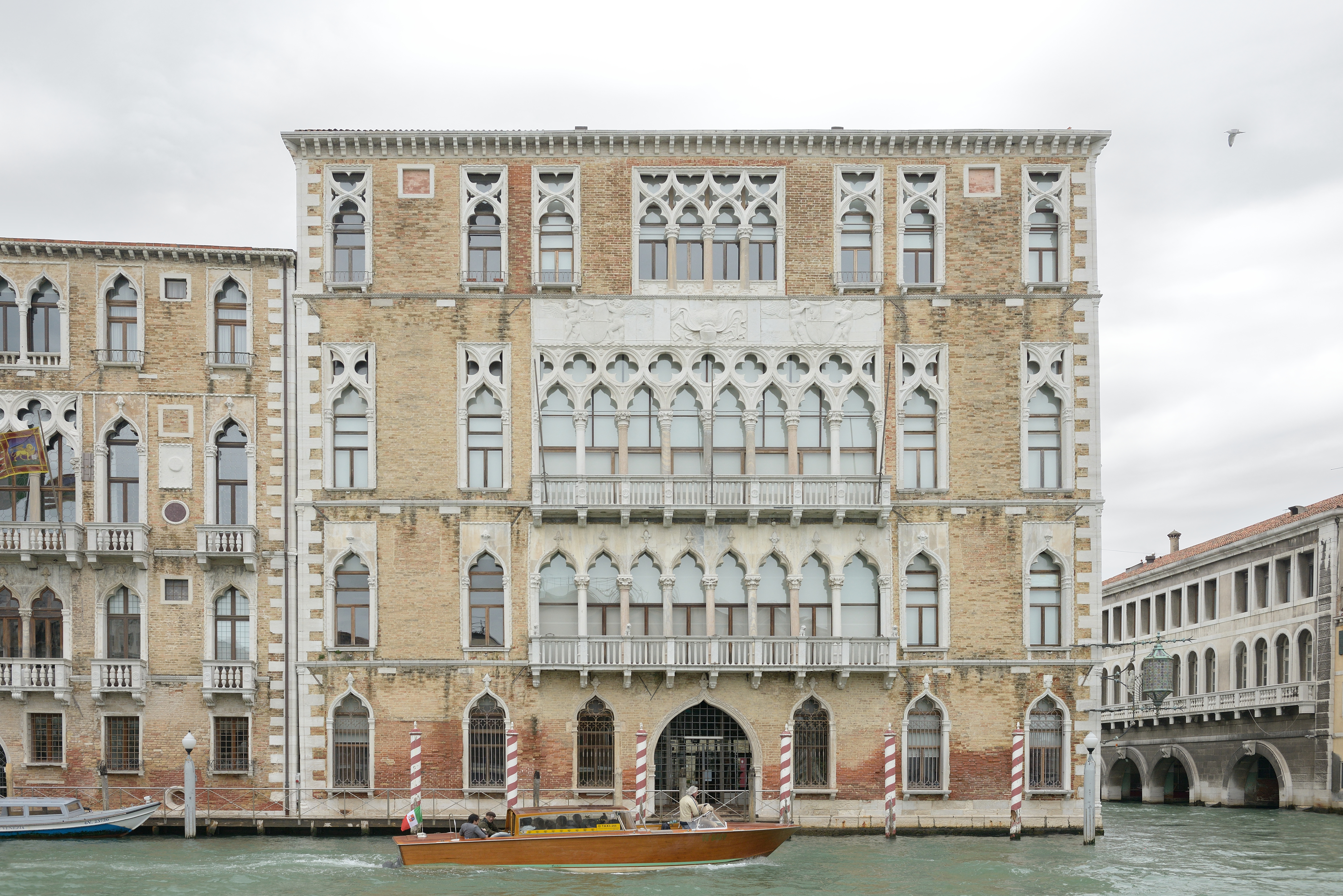
Die Außenfassade der 1453 begonnenen Ca’ Foscari, die auf den Canal Grande blickt. Ihre Fertigstellung unter Leitung des Baumeisters Bartolomeo Bon erlebte der Doge nicht mehr.

Francesco Foscari strebte schon früh eine politische Karriere an, wie sie in Venedig einer entsprechenden Ämterlaufbahn entsprach. Nach Aussagen von Zeitgenossen war er ein brillanter Redner mit einem hervorragenden Gedächtnis und von großer Überzeugungskraft. Ehrgeizig wie er zudem war, kletterte er die Ämterleiter beständig nach oben. Zunächst wandte er sich der Rechtsprechung zu. Bereits im Jahr 1400 saß er im Rat der Vierzig, einer Art oberstem Gerichtshof, obwohl er formal noch zu jung für diese Position war. Mit nur 27 Jahren wurde er 1401 zu einem der Vorsteher dieser Quarantia, im Dezember 1401 zum Giudice del Proprio gewählt. 1404 wurde er Avvogadore di Comun, einer Art Chefankläger des Staates.

#### Konzentration auf die Außenpolitik (ab etwa 1403)
Das Jahr 1402 war eine Zäsur in der außenpolitischen Geschichte, denn Timur zerschlug in der Schlacht bei Ankara das Osmanenreich und der schärfste Gegner Venedigs in Italien, Gian Galeazzo Visconti, fiel der Pest zum Opfer. Venedig gelang es binnen weniger Jahre, erheblichen territorialen Gewinn aus der veränderten Situation zu schlagen. 1403 war Foscari Savio agli Ordini, eine Funktion, in der er auf Krieg gegen Francesco Novello da Carrara († 1406) drängte, der seinerseits versuchte, Mailänder Gebiete zu gewinnen. Dabei gingen Francesco und sein Vater sowie sein Onkel strategisch so geschickt vor, dass die zugehörigen Einträge in den Registern des Senates und des Collegio den Eindruck erwecken, sie versuchten die Außenpolitik der Stadt zu steuern. Später gelang es den drei Foscari nicht mehr, gemeinsam in dieser Weise wirksam zu werden, was möglicherweise damit zusammenhing, dass Vater und Onkel Positionen innehatten, die dadurch, wie es seit langer Zeit Usus war, weiteren Familienmitgliedern versperrt waren. Dies änderte sich erst mit dem Tod des Vaters im Jahr 1412.

#### Innerster Machtzirkel: Rat der Zehn, Gesandter in Mailand (1408), bei König Sigismund und Sultan Mehmed I.
1405 war Francesco Foscari erstmals Haupt (Capo) des Rates der Zehn, erneut im Jahr 1413. 1412 war er Mitglied im Kollegium der Savi alla Guerra, einer Gruppe gewählter Patrizier, denen temporär zahlreiche Kompetenzen im Zusammenhang mit der Kriegsführung übertragen wurden. Er vertrat als Gesandter die Republik 1408 beim Herzog von Mailand, um ein Abkommen zwischen diesem und Ottobuono Terzi, dem Signore von Parma und Reggio auszuhandeln.
1413 hielt er sich am Hof des römisch-deutschen Königs Sigismund auf, und im Jahr 1415 beim osmanischen Sultan Mehmed I. Im Jahr 1416 wurde er Prokurator von San Marco, nach dem Dogen die angesehenste Position in Venedig. Wohl aus Sorge, der französische Marschall Jean Le Maingre könnte von seiner Machtbasis Genua aus in das oberitalienische Machtvakuum vorstoßen, entschied man in Venedig, strategisch wichtige Orte zu besetzen, wie Casalmaggiore oder Colorno. Dies stand in Widerspruch zur Hauptausrichtung der Expansionsversuche Richtung Dalmatien. Auch gelang es Francesco Foscari, die Este von Ferrara auf die venezianische Seite zu ziehen, während Le Maingre, bekannt als Boucicaut, in Folge einer Rebellion in Genua seine Machtbasis verlor.

#### Behinderung des weiteren Aufstiegs (bis 1412)

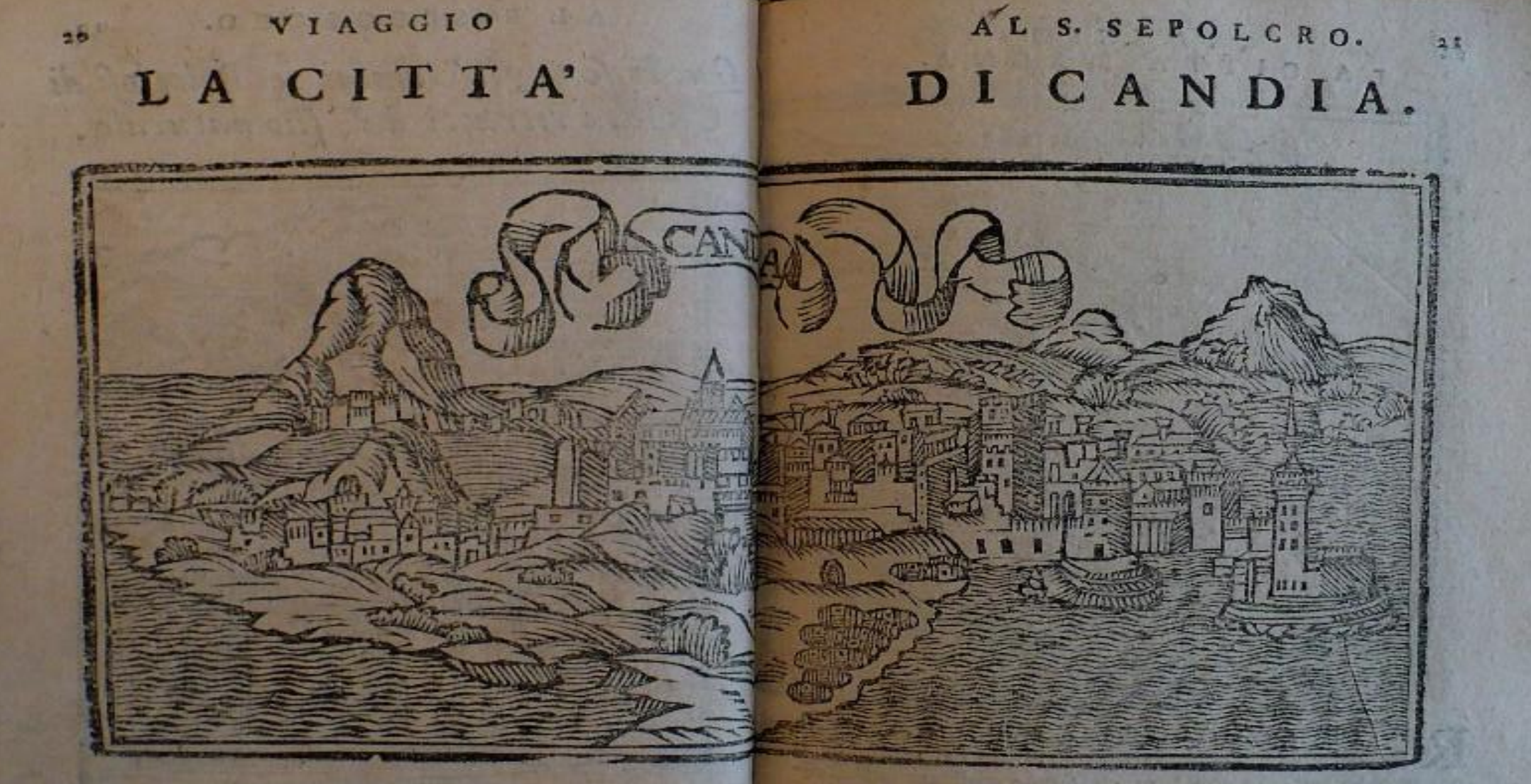
Candia im 16. Jahrhundert, aus: Noe (OFM, Bianchi): Viaggio da Venezia al S. Sepolcro, ed al monte Sinai, Venedig 1606 (Digitalisat), erneut bei Remondini, Bassano 1770, S. 16 f. (Digitalisat)

Um seinem gleichnamigen Onkel nicht im Wege zu stehen, der als Berater des Dogen fungieren sollte, verzichtete der spätere Doge 1410 auf das Amt eines Savio agli Ordini und begnügte sich mit der Position eines Provveditore di Comun. In dieser Funktion förderte er 1411 die heimische Tuchproduktion gegen englische Importe.
Die Behinderung des weiteren Aufstiegs durch Vater und Onkel – die venezianische Verfassung erlaubte nur eine streng begrenzte Zahl von Angehörigen derselben Familie im selben Gremium – endete 1412 mit dem Tod des Vaters und der Übernahme eines Postens durch den Onkel Franzi, der diesen auf Jahre von Venedig entfernte. Er wurde Duca di Candia, womit er die wichtigste venezianische Kolonie Kreta von 1411 bis 1413 führte. Francesco Foscari konnte nun in jedes Gremium gewählt werden. So gelangte er nun in ein Sondergremium, das sich mit dem bevorstehenden Krieg befasste, die Savi alla Guerra, die späteren Savi di Terraferma.

#### Streit mit Pietro Loredan (ab 1412), Gesandter beim Papst (1413) und in Florenz (1415), Leiter der Außenpolitik (ab 1413)
1412 geriet Foscari mit einem der erfolgreichsten Militärs dieser Zeit, mit Pietro Loredan in Konflikt (nicht zu verwechseln mit dem gleichnamigen Dogen). Diesem gelang es, gegen Foscaris Willen, den Konflikt mit Ungarn militärisch auszutragen. Zusammen mit Carlo Malatesta († 1429) gelang dem Loredan tatsächlich ein Sieg bei Motta, in einer Schlacht, in der die Venezianer sich schon beinahe in die Flucht geschlagen sahen. Im nächsten Jahr kam es zu einem fünfjährigen Waffenstillstand mit Sigismund. Mit den Friedensverhandlungen mit Sigismund (den Foscari am 9. Juni 1413 in Feltre traf), die scheiterten, und den drei Tage zuvor erfolgreich abgeschlossenen Unterhandlungen mit Friedrich IV. von Tirol, wurde Foscari – nun mit Sitz im Dogenrat als Savio del Consiglio – Hauptverantwortlicher für die Außenpolitik Venedigs bis zu seiner Wahl zum Dogen.
Am 4. Dezember 1413 wurde er im Großen Rat zum Gesandten an den Hof Papst Johannes XXIII. gewählt, der sich in Lodi befand, um mit Sigismund die Einberufung des Konzils von Konstanz zu besprechen. Dabei reiste Foscari mit seinem Amtskollegen Antonio Contarini und dem Prokurator Tommaso Mocenigo. Letzterer wurde bereits am 7. Januar 1414 zum Dogen gewählt. Während der neue Doge sogleich die Gesandtschaft verließ, um nach Venedig zu gelangen, begleiteten Foscari und Contarini den Papst bis nach Mantua.
Foscari, nach Venedig zurückgekehrt, befasste sich überaus intensiv im Rahmen seiner Position als Savio del Consiglio mit allen anstehenden Fragen des Collegio. Am 26. Oktober 1414 lehnte er sogar eine nochmalige Gesandtschaftsreise zu Sigismund ab. Am 6. Juni 1415 wurde er für eine neue Gesandtschaft ausgewählt, diesmal nach Florenz. Wie so häufig reiste er mit Marino Caravello. Diesmal versuchte Venedig die Florentiner gegen Sigismund zu gewinnen, doch kam es zu wenig mehr als Freundschaftsbekundungen.

#### Schaffung einer Klientel, Gesandter in Konstanz und in Salzburg (1417/1418)
Zwischen Ende 1415 und Anfang 1416 kam es für Foscari zu zwei wichtigen Wendungen. Zum einen heiratete er Marina Nani, die ihm sechs Kinder schenkte, nämlich Domenico, Benedetta, Jacopo, Donato, Paola und Maria. Zum anderen wurde ihm am 26. Februar 1416 der Titel eines Procuratore de citra übertragen. In der Hauptsache aus der Verwaltung von Testamenten ergab sich aus dieser Position der Umgang mit häufig gewaltigen Vermögen, und dennoch handelte es sich um eine mit wenig Arbeit verbundene Aufgabe, fast eine Sinekure. Foscari nutzte die Gelegenheit, um vielleicht 30.000 Dukaten an verarmte Adlige umzuleiten, die ihre Töchter mit angemessener Mitgift ausstatten wollten. Damit entwickelte Foscari eine persönliche Klientel. Zudem versprach die expansionistische Außenpolitik, der sich Foscari schon länger verschrieben hatte, neue Positionen in den festländischen Städten, die wiederum seiner Klientel zugutekamen. So wurde die Neuausrichtung der Politik zu einem erfolgversprechenden Mittel, sich Mehrheiten zu verschaffen, die letztlich die Wahl zum Dogen ermöglichten.
Bis dahin vermied es Foscari, so gut wie es möglich war, langwierige diplomatische Aufgaben zu übernehmen. So konzentrierte er sich auf eher symbolische Aufgaben, wie etwa die Zeugenschaft für das Bündnis mit Neapel gegen Sigismund, das am 27. Juli 1416 im Dogenpalast abgeschlossen wurde. Im März 1417 vertrat er anlässlich eines ähnlichen Bündnisses mit dem Herzog von Österreich erneut den Dogen.
Wichtig war nur das Botschafteramt, das ihm zusammen mit Antonio Contarini, Marino Caravello und Fantino Michiel anvertraut wurde. Die Männer wurden beauftragt, nach Konstanz zu reisen, um dem neuen Papst Martin V. zu gratulieren und seine Vermittlung zu suchen. Dies war von hoher Dringlichkeit, da der fünfjährige Waffenstillstand zwischen Venedig und dem König bald auslaufen sollte. Die Gesandtschaftsreise war erfolgreich, was auch der Arbeit des Kardinals Francesco Lando zu verdanken war: Der Waffenstillstand wurde um weitere fünf Jahre verlängert, so dass bereits Anfang Juli die vier Prokuratoren nach Venedig zurückkehren konnten. Weiterhin versuchte Foscari Auslandsaufenthalte zu vermeiden, um im Machtkern präsent zu bleiben. Am 30. Oktober 1418 wurde er Gesandter in Salzburg, um wieder mit Sigismund zu verhandeln, doch zog Foscari es vor, das auf Ablehnung einer solchen Wahl stehende Bußgeld zu entrichten.

#### Feindseligkeit des Dogen Mocenigo, Parteienverhärtung
Selbst die Anwesenheit seines Onkels „Franzi“ unter den Savi alla Guerra in den Jahren 1418 und 1420 oder unter den Dogenräten im Jahr 1419 stellte kein Hindernis mehr dar, ebenso wenig wie unter den Savi di Terraferma in den Jahren 1421 und 1422. Und auch die offenkundige Feindseligkeit des Dogen Tommaso Mocenigo, der den in mancher Augen zu jungen Foscari herablassend als „el nostro procurator zovene“ titulierte, konnte ihn nicht bremsen. Mocenigo stand für die ältesten und vermögenden Familien, die ihre wirtschaftliche Basis im Osten sahen. Folgerichtig konzentrierten sie sich auf eine isolationistische Politik in Italien mit Tendenzen zur Förderung der Visconti von Mailand. Foscari hingegen stand inzwischen uneingeschränkt für den venezianischen Expansionismus zu Lasten der Visconti.
So entstanden zwei erklärte, einander feindlich gegenüberstehende Parteien. Die Entscheidung wurde von außen erwirkt, denn nun wandte sich Florenz in der zweiten Hälfte des Jahres 1422 um Hilfe an Venedig gegen Mailand. Foscari schlug sich auf die Florentiner Seite und argumentierte mit der „Freiheit“ Italiens, was ihm zusätzlich den Beifall von Humanisten wie Francesco Barbaro eintrug. Mocenigo hingegen hielt am Bündnis mit Mailand von 1414 fest. In diesen Zusammenhang ist sein Testament einzuordnen, das vor allem politischen Interessen diente. Darin betonte er vor allem Venedigs Rolle als Seemacht. Mocenigo starb am 4. April 1423.

#### Vorbereitung und Wahl zum Dogen (1423)
Foscari wollte nicht nur Doge werden, sondern auch das Amt verändern. So ließ er sich am 7. April in das Amt des Correttore della Promissione ducale wählen. Dieser hatte die Aufgabe, die ursprünglich als Machtbegrenzung und -definition gedachte Eidesleistung, die Promissione ducale des zukünftigen Dogen neu zu bestimmen. Tatsächlich ersetzten die Correttori die alte Formel von der „Comune“ durch die „Serenissima Signoria“ und das „Dominio“. Damit wurde die Volksversammlung, die bis 1172 den Dogen gewählt, ihn seither immerhin noch bestätigt hatte, bei Dogenwahlen nicht mehr gefragt. Der Signoria, der der Doge und wenige Männer des innersten Machtzirkels angehörten, erlangte damit eine starke Aufwertung als eigentliches Entscheidungszentrum (diese Veränderung wird allerdings auch Cristoforo Moro zugeschrieben).

Karte des südlichen Balkans und des westlichen Kleinasien um 1410

Obwohl viele Mitglieder des Großen Rates schwere Bedenken gegen ihn hatten und Tommaso Mocenigo den bevorstehenden Krieg vorhergesagt hatte, wurde Foscari am 15. April 1423 zu seinem Nachfolger gewählt. Er hatte sich in einem letzten Wahlgang gegen seinen Mitbewerber, den Flottenführer Pietro Loredan, mit 26 von 41 Stimmen durchsetzen können. Loredan, schon seit Jahren ein Gegner Foscaris, wurde nun auf Dauer sein entschiedenster Gegner. Das Wahlverfahren hatte am 10. April begonnen. Je mehr sich das Verfahren auf weniger verbliebene Kandidaten zuspitzte, desto schärfer wurden die Anfeindungen, anfangs durch Pietro Orio. Favorit war zunächst Pietro Loredan, der ‚Held von Gallipoli‘, dem am 29. Mai 1416 ein Sieg über die Osmanen in den Dardanellen gelungen war. Anfangs hatten die Foscari nur neun Stimmen, doch die politischen Erfolge des Kandidaten, aber auch die seines Vaters und seines Onkels fielen ins Gewicht. Die Ehe des Onkels Franzi mit der albanischen Fürstentochter Sterina Bua Spatas hatte Venedig Dragomesto nicht weit von Lepanto eingebracht, was den Anhängern östlicher Interessen den Eindruck vermittelt haben mag, die Foscari seien nicht blind für den Osten. Wie die Grabrede des Bernardo Giustinian ausweist, spielten auch körperliche Vorzüge des Kandidaten, wie „la forma ben fatta ed eminente del corpo, la grazia del volto, la maestà e la salute prospera“, eine gewisse Rolle, ebenso wie die rhetorischen Fertigkeiten. Der Sieg überraschte die führenden Familien, während die Bevölkerung das autoritäre Regiment feierte.

### Doge von Venedig

#### Außenpolitik

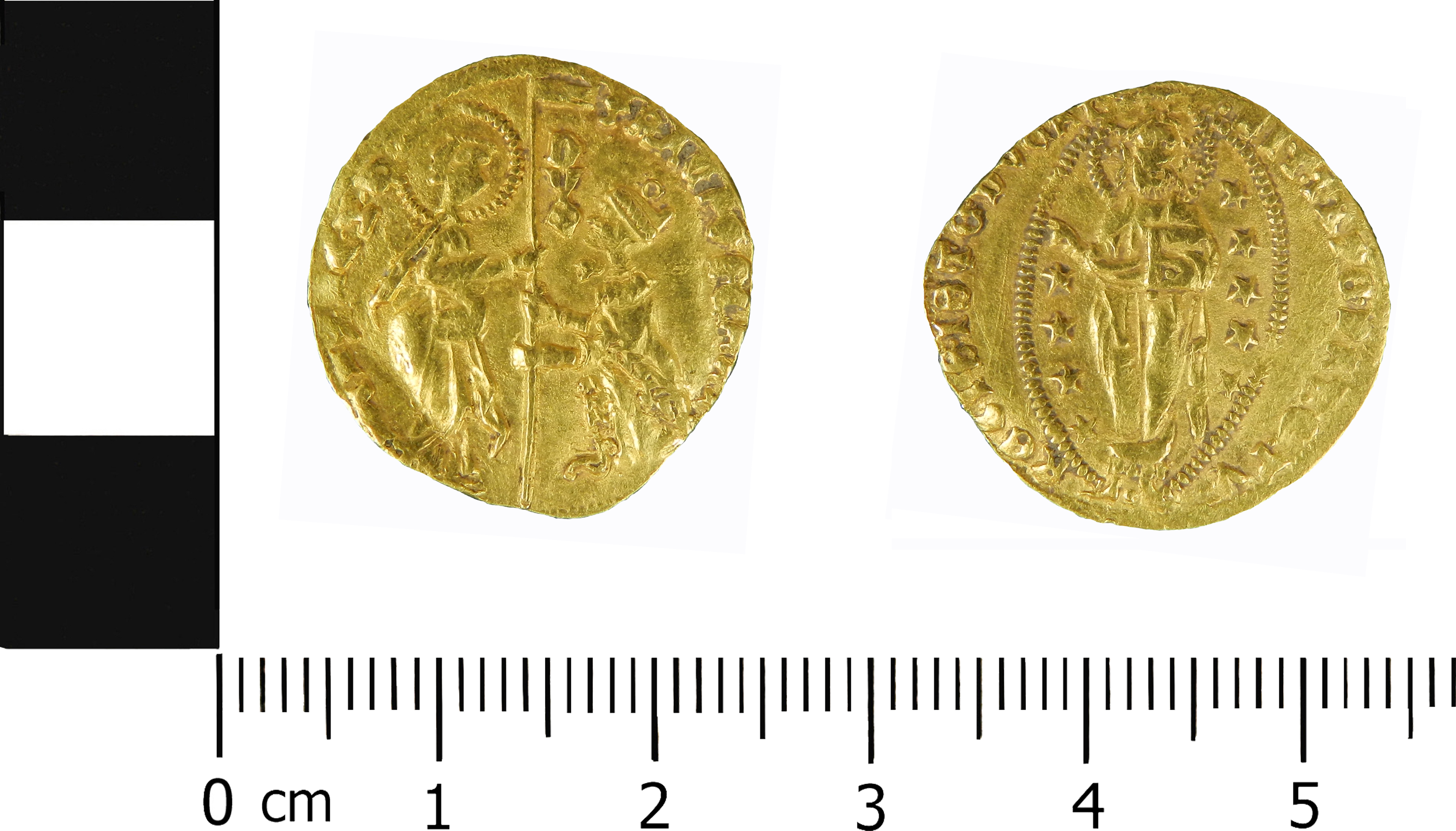
Unter Foscari geprägter Dukat, auf dem Avers: „FRAC FOSCARI DVX S M VENETI“, der kniende Doge und der hl. Markus tragen das venezianische Banner; Revers: „SIT T XPE DAT Q TV REGIS ISTE DVCAT“ (Sit tibi, Christe, datus, quem tu regis, iste ducatus), Christus stehend, die rechte Hand zur Segnung erhoben, in der linken die Bibel, umfasst von einer Mandorla mit sieben Sternen

Foscari setzte die Politik der territorialen Expansion keineswegs sogleich fort, die bereits unter seinem Vorgänger, der auf dem Totenbett davor gewarnt haben soll, begonnen worden war. So griff Venedig gegen Filippo Maria Visconti erst 1426 ein, der Faenza und Imola erobert und den Florentinern seit Mitte 1425 drei Niederlagen beigebracht hatte. Dabei betonte Foscari die Rolle Venedigs als Verteidigerin der „libertas Italiae“ in der Nachfolge der Arnostadt.
Die vier Kriege gegen Mailand, die sich über Jahrzehnte hinzogen, und in denen die Grenzen der Republik bis in die Lombardei, ins Friaul und bis nach Ravenna ausgedehnt wurden, zeigen allerdings die Konsequenz, mit der der neue Kurs, einmal eingeschlagen, verfolgt wurde. Gemeinsam mit dem Condottiere Francesco Bussone da Carmagnola bekriegten den Mailänder venezianische Truppen und zwangen ihn 1427 zum Verzicht auf Bergamo, Cremona und Brescia.
Doch dies war nicht der einzige Kriegsschauplatz. Im Osten verteidigten Venezianer seit 1423 Thessaloniki gegen die Osmanen, mussten die Stadt jedoch 1430 endgültig aufgeben. Wie stark die Spannungen in Venedig waren, zeigt das Attentat auf den Dogen vom November 1430 durch Andrea Contarini.
1431 entbrannte der Krieg mit Mailand aufs Neue und brachte Venedig Niederlagen. Dennoch erhielt Foscari durch geschickte Verhandlungen die Adda als Grenze für Venedig. 1433 brach der Krieg erneut aus. Zunächst ging Niccolò Piccinino als Truppenführer des Mailänder Herzogs siegreich gegen Venedig vor, das sich mit Cosimo de’ Medici, Eugen IV., Genua und den Este verbündet hatte, wurde dann aber vom Condottiere der Venezianer, Francesco Sforza im Engpass von Tenno 1439 geschlagen. Im darauffolgenden Vertrag von Cavriano erhielt Venedig 1441 Lonato, Valeggio und Peschiera. Der Familie Da Polenta wurde außerdem Ravenna abgenommen. Am 26. Juni 1433, nach dem Abschluss eines prekären Friedens mit Mailand, wollte Francesco Foscari zurücktreten, doch vereitelten dies seine Berater. Weitere Versuche dieser Art scheiterten 1442 und 1446. 1434 gelang es schließlich der Signoria, von Kaiser Sigismund die Investitur in seine Gebiete auf der Terraferma zu erlangen. 1438 besuchte Johannes VIII., der Kaiser von Byzanz Venedig, was der Stadt und dem Dogen Ruhm eintrug. Im Januar 1441 heiratete Jacopo, der Sohn des Dogen, Lucrezia Contarini di Leonardo unter gewaltigem Aufwand im Rahmen einer Art Staatsfeier.

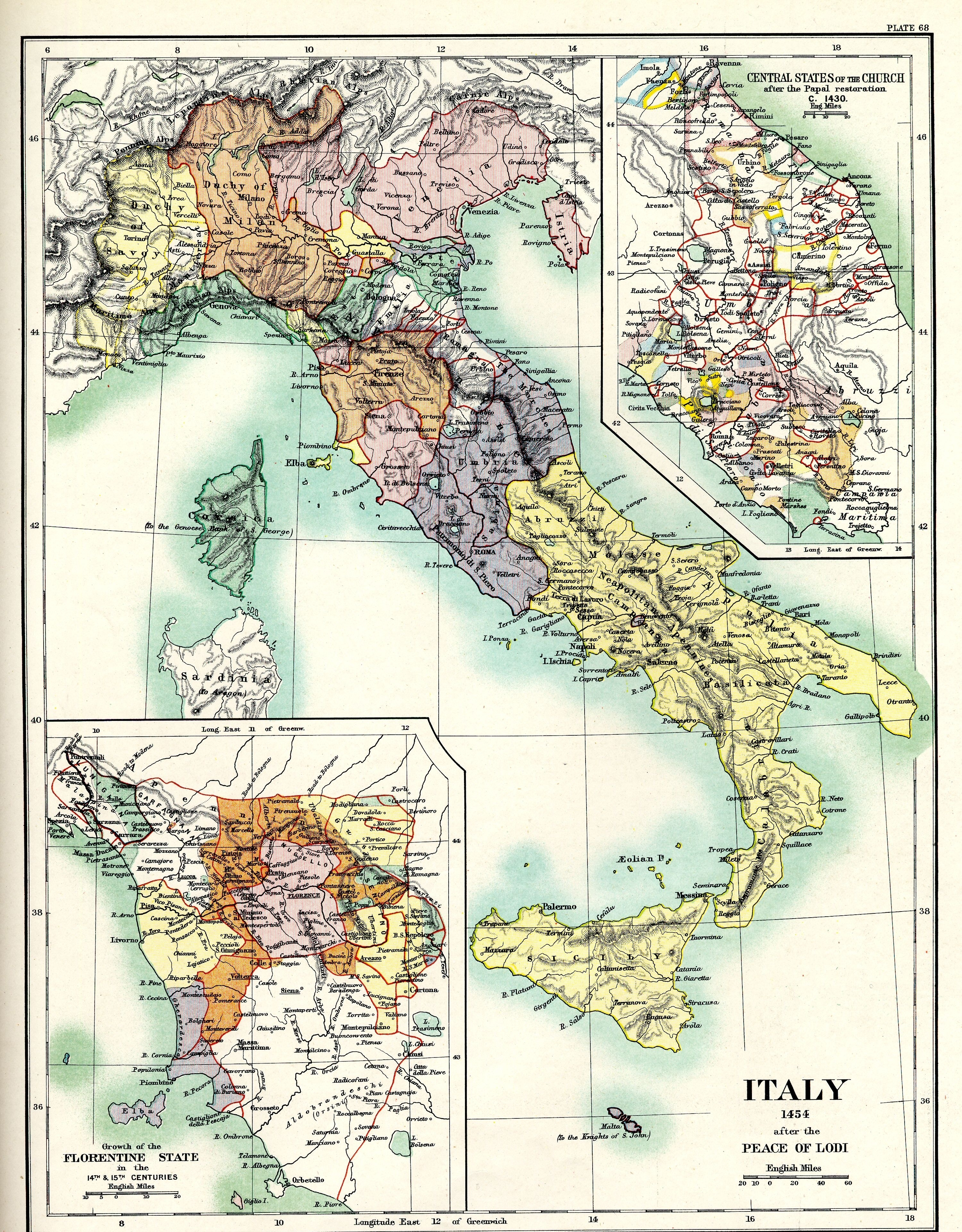
Italien um 1454

1443 einte Foscari ganz Oberitalien zum Bund gegen die zunehmende Macht Alfons’ I. von Neapel, der vom Papst unterstützt wurde. Bereits 1445 trat Filippo Maria Visconti aber auf die Seite Neapels und des Papstes über. Sein Feldherr und Schwiegersohn Francesco Sforza bekämpfte jetzt Venedig mit Erfolg und usurpierte nach dem Aussterben der Visconti 1450 die Herrschaft in Mailand. Dennoch gelang es Foscari 1448 wieder, einen günstigen Frieden abzuschließen.
Nach einem weiteren Krieg erreichte Venedig im Frieden von Lodi 1454 eine abermalige Ausdehnung seines Gebietes auf dem Festland. Dies war nur unter Anspannung aller Mittel möglich gewesen. Fast alle Staatseinnahmen wurden nur noch der Kriegsfinanzierung dienstbar gemacht, alle Gehaltszahlungen für ein Jahr eingestellt. Alle Mieter brachten eine halbe Jahresmiete ein, alle Vermieter ein Drittel ihrer Einnahmen für Häuser und Läden. Die jüdische Gemeinde wurde zu einem Sonderbeitrag von 16.000 Dukaten herangezogen. Schließlich wurden die Zölle angehoben, die Liegegebühren für die Schiffe und deren Ladung. Die direkte Besteuerung nicht nur der Bewohner der Terraferma, sondern auch der Venezianer selbst, wurde nie wieder aufgegeben.
Im selben Jahr erreichte Venedig am 18. April 1454 einen Friedensschluss mit den Osmanen. Dieser sah vor, die Häfen für Venedigs Händler offen zu halten. Damit bestand die Kolonie in Konstantinopel weiter, deren Handelsgüter einem moderaten Zoll von 2 % unterworfen wurden.

#### Innenpolitik
Innenpolitisch kam es wegen Francescos Politik und der damit verbundenen enormen Steuerlast für die Bürger zu versteckter und offener Opposition. 1430 überlebte er nur knapp den besagten Anschlag. Hinzu kam die dauerhafte Feindschaft mit Pietro Loredan, die Foscari in seinem politischen Wirken behinderte. Nachdem ihm während einer heftigen Debatte im Senat die Bemerkung herausgerutscht war, dass ihm ein ordentliches Regieren nicht möglich sei, solange ‚dieser Teufel von einem Loredan‘ lebe, wurde beim Tod des Admirals 1438 das Gerücht kolportiert, der Doge habe ihn vergiften lassen – ebenso wie seinen Bruder Marco Loredan.
Jacopo war der einzige noch lebende Sohn des Dogen. Außer Maria wurden alle Töchter verheiratet. Camilla ehelichte Pietro Bernardo, nach dessen Tod Andrea Donà. Bianca heiratete Marco Ruzzini, Benedetta ehelichte Andrea Trevisan und Paola schließlich Girolamo Michiel. Die Söhne hingegen starben fast allesamt an der Pest, als letzter im Jahr 1437 Domenico.
Die Vorkommnisse um Francescos einzigen überlebenden Sohn Jacopo beschädigten darüber hinaus das Ansehen des Dogen. Seine Frau hatte ihm zwei Töchter und einen Sohn namens Nicolò geschenkt, der den Zweig der Foscari fortsetzen sollte. Doch Jacopo lebte verschwenderisch und schließlich wurde er angeklagt, Geld vom Herzog von Mailand angenommen zu haben. Die Anklage wurde durch die Häupter der Quarantia erhoben, zu denen mit Francesco Loredan ein Neffe des Pietro Loredan gehörte, des Feindes des Dogen. Unter Korruptionsverdacht geraten, floh Jacopo – vielleicht mit Hilfe seines Vaters – im Februar 1445 nach Triest auf Reichsgebiet. Der Doge wurde aus allen weiteren Maßnahmen herausgehalten. Jacopo wurde in Abwesenheit zur Verbannung nach Nauplia in Griechenland verurteilt, doch dieser zögerte die Abreise hinaus. Es gelang ihm sogar, das Gebiet von Treviso als Verbannungsort zu erreichen, wo Besitz der Foscari nicht weit entfernt war, nämlich in Zelarino. Sein Vater stellte einen Antrag auf Begnadigung, dem mit Rücksicht auf das Dogenamt am 13. September 1447 entsprochen wurde. Die Intrigen der politischen Gegner Foscaris führten jedoch 1451 dazu, dass gegen Jacopo ein weiteres Verfahren eingeleitet wurde. Gemäß dubioser Zeugenaussagen soll er aus Rache den Mord an einem seiner früheren Richter angestiftet haben, an Ermolao Donà. Jacopo wurde am 2. Januar 1451 inhaftiert und gefoltert. Er wurde nach Kreta verbannt. Ein drittes Verfahren gegen ihn brachte ihm dort im Juni 1456 sogar Kerkerhaft ein, während der er im Januar 1457 starb. Unter den Initiatoren war wieder ein Loredan, diesmal Jacopo Loredan, der gleichfalls zu den Capi der Quarantia zählte. Marin Sanudo glaubte nicht, dass Jacopo hinter dem Mord an Donà gesteckt habe, sondern Nicolò Erizzo di Stefano. Doch der Hass zwischen den Hauptexponenten der Familien bot Raum für jede Verdächtigung, so dass sich die Schuldfrage nie klären ließ. Francesco Foscari hatte jedenfalls seinen Sohn aufgefordert, sich entsprechend dem Gesetz in die Verbannung zu begeben.

#### Bautätigkeiten

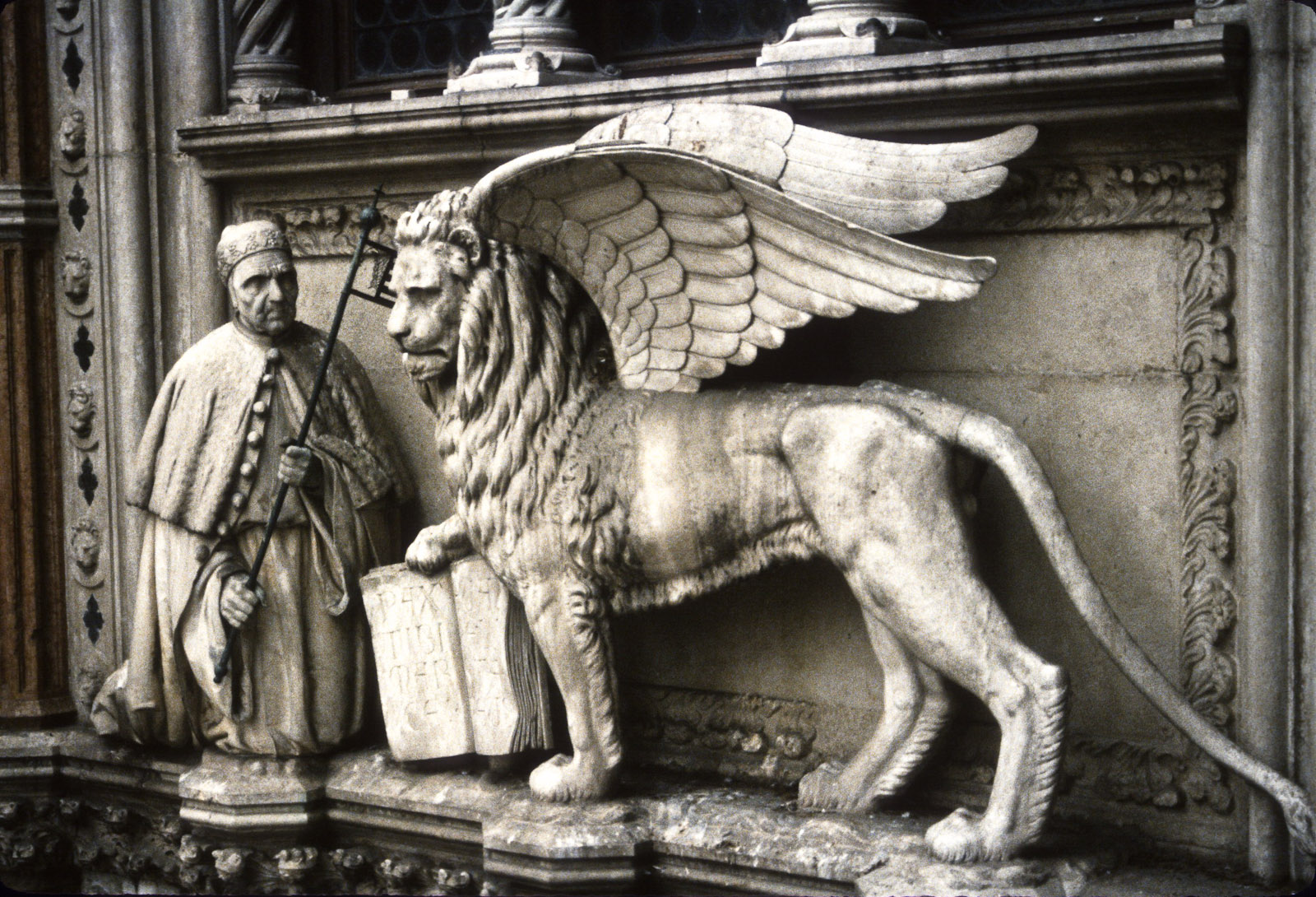
Skulptur an der Porta della Carta, der Doge kniend vor dem Markuslöwen

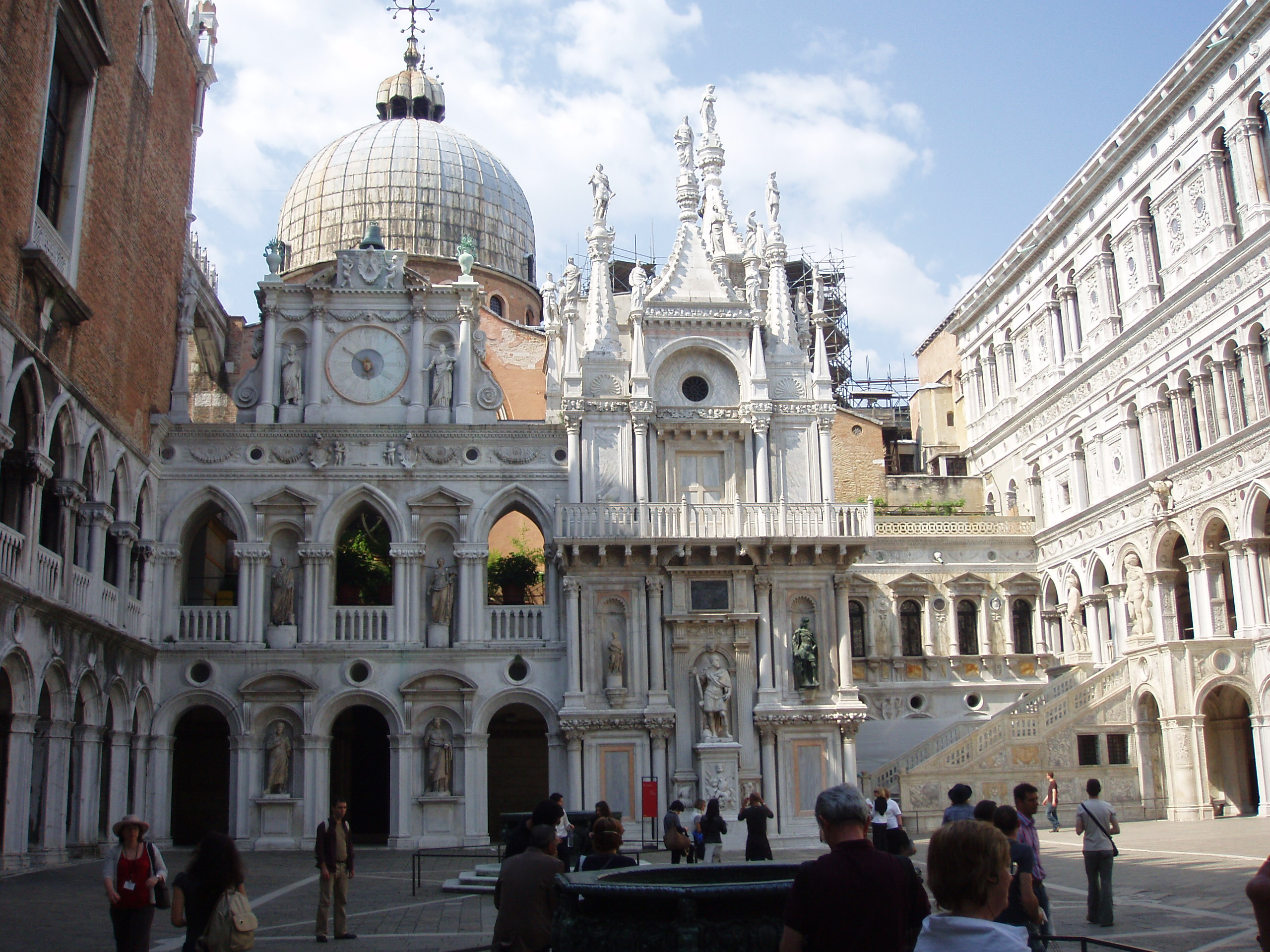
Der Innenhof des Dogempalasts mit dem Arco Foscari

Während seiner Amtszeit stieß Foscari zahlreiche Bauvorhaben in Venedig an, so etwa mehrere Umgestaltungen und Ausbauten des Dogenpalastes. So ließ er die alte Westfront abtragen, um an deren Stelle von 1424 bis 1438 die Fassade zur Piazzetta neu errichten zu lassen. Ihr Herzstück wurde nach dem Bauherrn Loggia di Foscari genannt.
Direkt im Anschluss daran ließ Francesco nach Plänen des Baumeisters Bartolomeo Bon die bauliche Lücke zwischen Dogenpalast und Markusdom mit dem Porta della carta genannten Torbau schließen. In einer Skulptur über dem Torbogen ließ sich Foscari verewigen. Sie zeigt den Dogen kniend vor dem Markuslöwen, als Sinnbild für den Evangelisten Markus, der wiederum das Symbol der Republik Venedig war. Die Skulptur sagt in klarer Bildsprache aus, dass der Doge nicht Herr der Republik war, sondern diese ihm nur die Macht verlieh und er der Republik untergeordnet blieb. Das heute zu sehende Exemplar stammt aus dem Jahr 1885 und ist eine Nachbildung der 1797 auf Befehl des von Frankreich eingesetzten Revolutionsrates zerstörten Originals von Antonio Bregno. Im Hof des Palastes erinnert der Arco Foscari noch heute daran, dass dieser Doge die dritte und letzte Bauphase des Gebäudes initiierte.
Neben den aus staatlichen Mitteln finanzierten Projekten war Foscari auch privat als Bauherr tätig. 1452 erwarb er einen Palast und ließ an dessen Stelle sukzessive die Ca’ Foscari errichten, einen prunkvollen Palazzo im Stil der Spätgotik. Das viergeschossige Gebäude besitzt aufwändig gestaltetes Maßwerk und Marmorsäulen und beherbergt heute die Universität Venedig.

### Absetzung (21. Oktober), Tod (1. November 1457)
Der greise Francesco verwand den Verlust seines Sohnes nicht und war mit den Amtsgeschäften nach Auffassung der Capi des Rates der Zehn immer mehr überfordert. Unter einem Vorwand setzte der Rat der Zehn – in Kompetenzüberschreitung, denn der Große Rat hätte zustimmen müssen – den Dogen am 21. Oktober 1457 eigenmächtig ab. Unter den Entscheidern war wieder Giacomo Loredan. Foscari nahm die Absetzung diesmal nicht an, die er früher selbst erbeten hatte. Laut Gesetz könne er nicht abdanken, es sei denn, die Dogenräte hätten dies mit Zustimmung des Großen Rates vorgeschlagen. Formal war der Einspruch korrekt, wenn überhaupt, dann müsse man sich über die früheren Erklärungen des Foscari wundern, aus dem Amt scheiden zu wollen. Diese waren demnach womöglich politische Manöver, um das Vorgehen seiner Gegner ins Leere laufen zu lassen. Nicht ausschließen lässt sich, dass der Weigerung der Wunsch zugrunde lag, den Loredan die Genugtuung eines Sieges zu verwehren.
Wenige Tage später wiederholte der Rat am 22. Oktober sogar noch sein Vorgehen. Francesco Foscari musste gehen, eine Entschädigung von 1.500 Dukaten pro Jahr wurde ihm zugesagt. Am nächsten Tag, nachdem der Dogenring zerbrochen und ihm die Insignien seines Amtes abgenommen worden waren, verließ Foscari über die Treppe, die er hatte errichten lassen, den Dogenpalast. Umgeben von seiner Familie stützte er sich auf seinen Bruder Marco.
Der Doge starb wenig später am Morgen des 1. November 1457 nicht in der noch unfertigen Ca’ Foscari, sondern in einem seiner Häuser in der Gemeinde Santa Margherita im Westen der Stadt.

## Staatsbegräbnis, Grabmal in der Frarikirche (ab 1460)

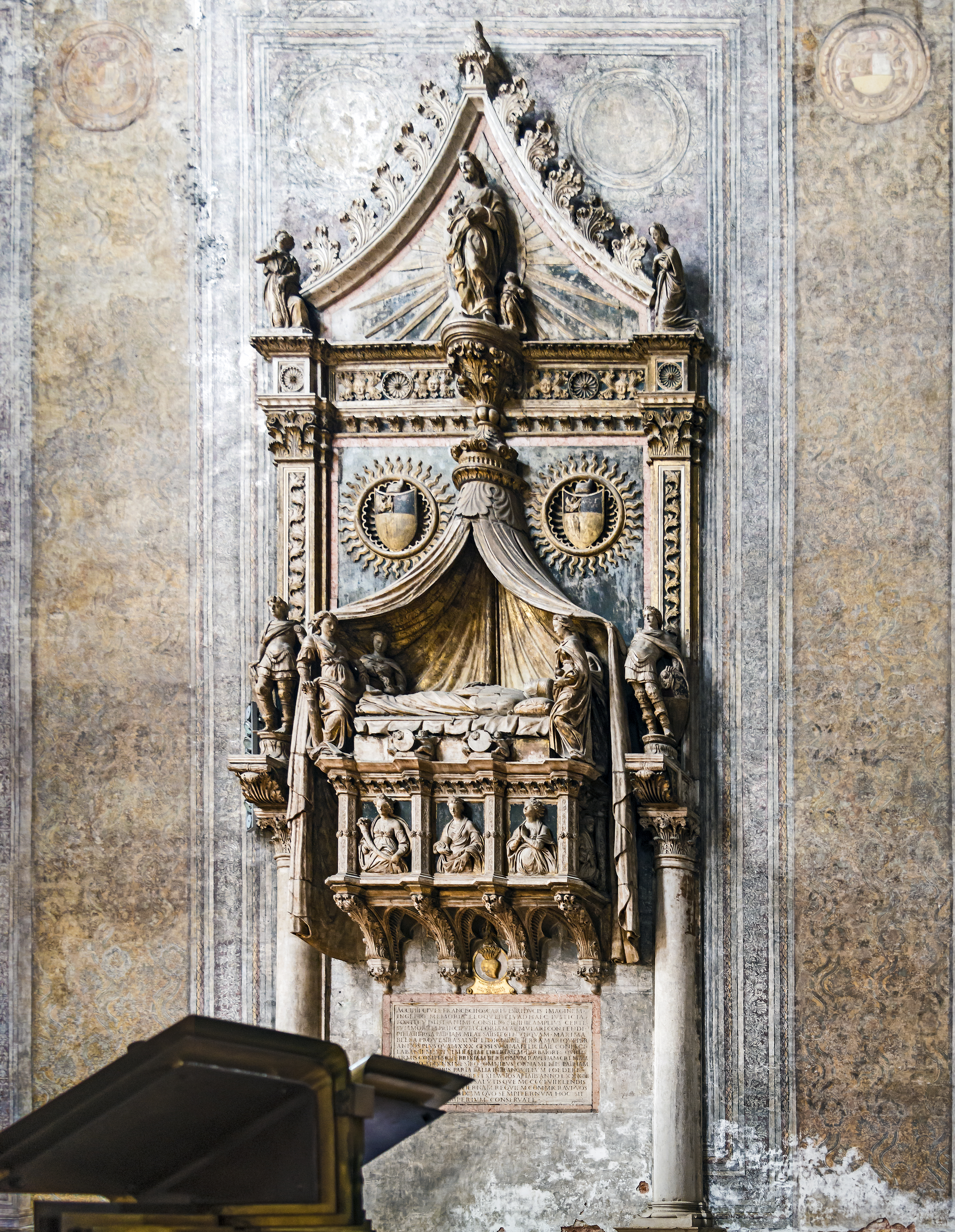
Grabmal Francesco Foscaris in der Kirche Santa Maria Gloriosa dei Frari

Die Republik wollte ihm ein Staatsbegräbnis zuteilwerden lassen, als sei er im Dogenamt gestorben, doch Francescos verbitterte Witwe Marina, deren Sohn gefoltert und in der Verbannung gestorben, deren Mann öffentlich gedemütigt worden war, verweigerte zunächst die Herausgabe des Leichnams mit dem Hinweis darauf, dass ein solches Begräbnis Heuchelei sei. Schließlich lenkte sie jedoch ein. Foscari wurde am 3. November 1457 mit allen einem Dogen gebührenden Ehren unter außerordentlich großer Anteilnahme der Bevölkerung in der Kirche Santa Maria Gloriosa dei Frari bestattet. Sein Sarg wurde vom neuen Dogen Pasquale Malipiero begleitet, der in ein Senatorengewand gekleidet war.
Ab 1460 entstand in der Frarikirche an der Südwand der Chorkapelle sein gut erhaltenes Grabmal. Es ist ein nach venezianischer Tradition mit einem Baldachin bekröntes Wandgrab. Der Doge ruht in voller Amtstracht auf dem Sarkophag. Er ist von den vier Kardinaltugenden Mäßigung, Stärke, Klugheit und Gerechtigkeit umgeben. Der Vorhang des Baldachins wird von jugendlichen, antik gekleideten Kriegern gehalten. Grabmal und Skulpturen sind Werk der Brüder Paolo und Antonio Bregno. Eine Inschrift betont seine Rolle bei der Eroberung der Terraferma.

## Rezeption

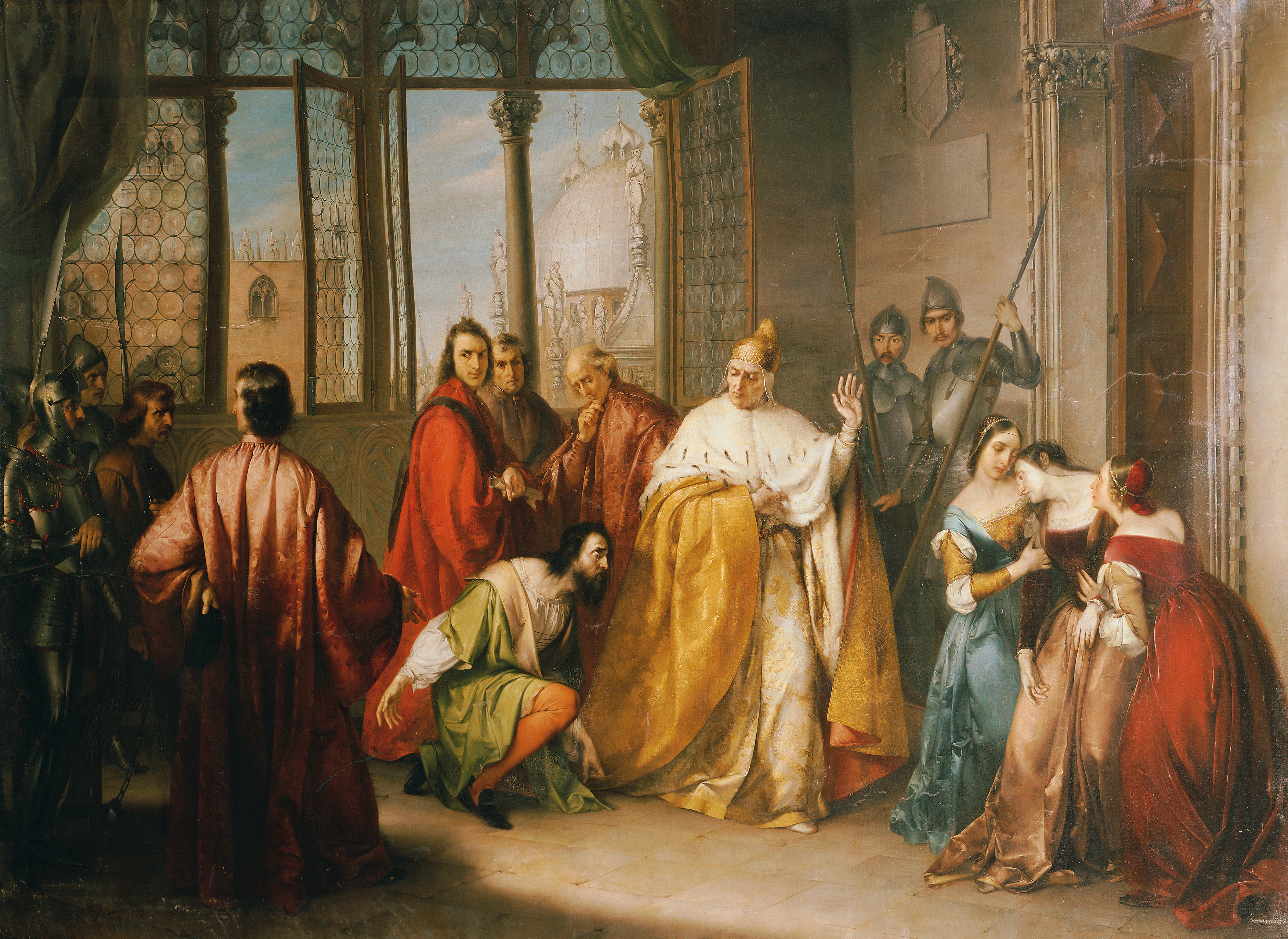
Historienmalerei entstanden um 1838: Der Doge Francesco Foscari schickt seinen Sohn Giacomo in die Verbannung von Michelangelo Grigoletti (1801–1870), Öl auf Leinwand, 336 mal 475 cm, Kunsthistorisches Museum, Belvedere Wien

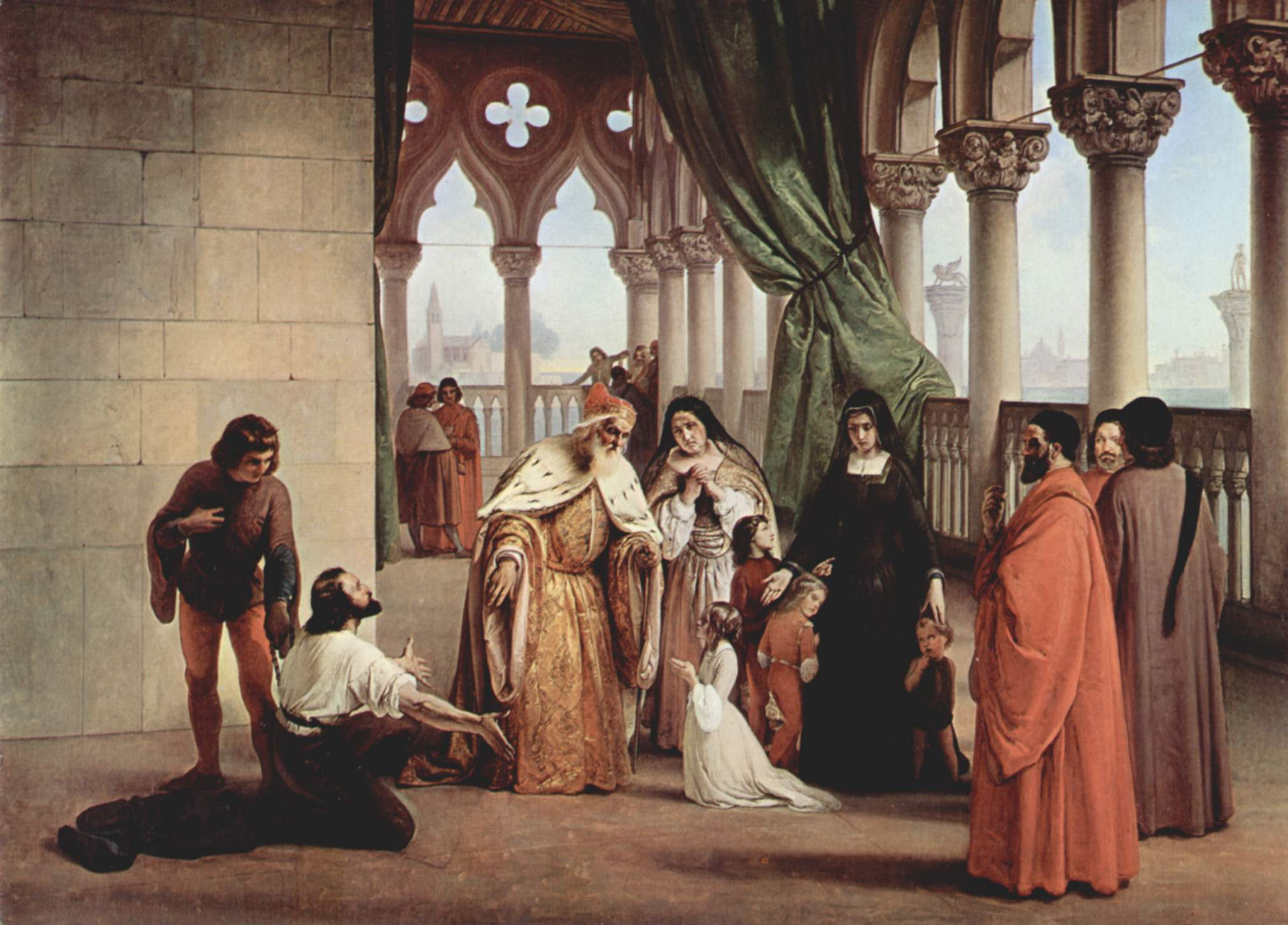
Francesco Hayez um 1852/54: Die beiden Foscari (Der Abschied des Dogen Foscari von seiner Familie), Öl auf Leinwand, 121 mal 167 cm, Galleria d’arte moderna, Florenz

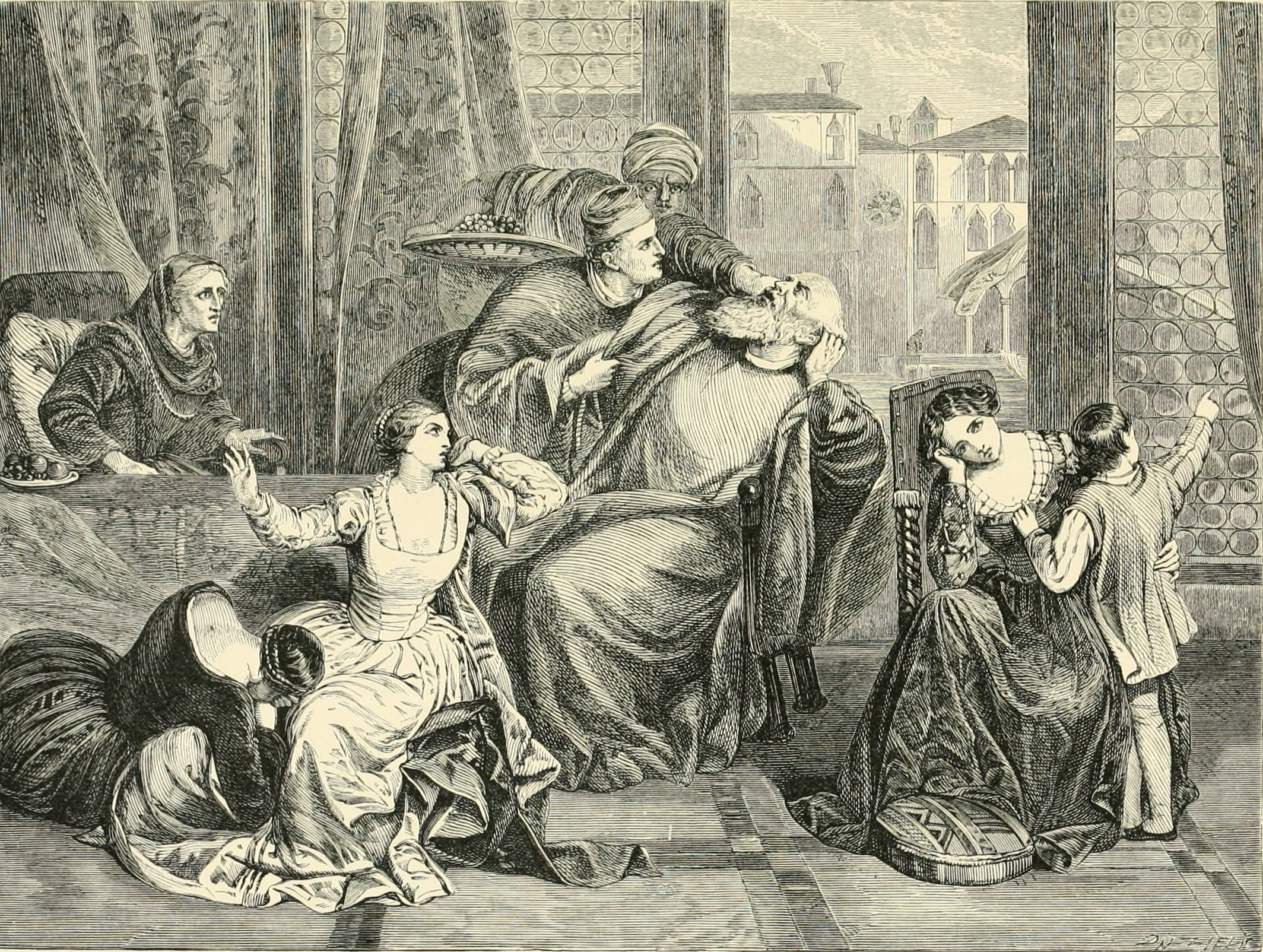
Stich des Illustrators, Historien- und Landschaftsmalers Frederick Richard Pickersgill (1820–1900): The Death of Foscari, Doge of Venice, 1854; es gilt als eines seiner bedeutendsten Werke.

Die Geschichte Francesco Foscaris und seines Sohns Jacopo wurde mehrfach poetisch behandelt, unter anderem von Lord Byron in seinem 1821 erstmals publizierten Buch The two Foscari. Byrons Werk diente als Vorlage für das von Francesco Maria Piave geschriebene Libretto von Giuseppe Verdis Oper I due Foscari (Die beiden Foscari), die am 3. November 1844 im Teatro Argentina in Rom Uraufführung feierte.
Der italienische Maler Francesco Hayez schuf zwischen 1840 und 1854, angelehnt an das literarische Vorbild, ein Ölgemälde mit dem Titel Die beiden Foscari, das den Dogen und seinen Sohn beim Abschiednehmen zeigt. Es befindet sich heute in der Galleria d’arte Moderna im florentinischen Palazzo Pitti.

### Archivalien
- Staatsarchiv Venedig, Miscellanea codici, serie 1, Storia veneta 19: Marco Barbaro – Antonio Maria Tasca, Arbori dei patritii veneti ricoppiati con aggiunte di Antonio Maria Fosca, Bd. III, c. 505, 507, 510 (es handelt sich um die Fortsetzung der Famiglie nobile venete des Marco Barbaro durch Antonio Maria Tasca, ein Werk, das insgesamt 7 Bde. umfasst).
  - Archivio Gradenigo di rio Marin, busta 333: P. Gradenigo: Lavoro storico cronologico biografico sulla veneta famiglia Foscari, S. 35–48 (Gradenigo di Rio Marin, sec. XIV – sec. XIX, Website des Staatsarchivs).
  - Segretario alle Voci. Misti, reg. 13, c. 21v, 36r, 171v (bis zur Dogenwahl). (Segretario alle voci, 1349 – 1797, Website des Staatsarchivs)
  - Maggior Consiglio Deliberazioni, reg. 21 (Beschlüsse des Großen Rates, Leona (1384–1416) und Ursa (1415–1455)) (Leona, digitaler Zugriff), c. 194r; 22, c. 18r, 33r, 44r, 55v, 58v. (Ursa, dito)
  - Corporazioni religiose. Scuola di S. Maria del Rosario, b. 29: Commissaria Girardi (zum Familienbesitz).
  - Senato. Misti, reg. 48, c. 92v, 101v, 106r, 140v, 157r, 166r; 49, c. 54r, 106v und passim.
  - Senato. Deliberazioni. Secreta, reg. 3, c. 89r; 4, c. 21v–23r, 24v, 26v–27r, 29v–30r, 31r, 32v, 36v, 38v–39v, 41r, 42r–v, 54v–55r; 5, c. 9v, 10v, 15v, 19v, 24v, 30v, 39r, 49v, 54r, 136r–137v, 139v, 140v–142v, 155r, 167v–171v, 174r, 175v, 178r, 186v; 6, c. 2r, 18v, 33v, 52r, 54v–55v, 59r, 60r, 61v, 65r, 83v, 86r, 88r, 113v und passim; 7, c. 2r–6v, 12v, 15v–19r, 32r, 39v, 57v, 70v, 90r, 104r, 119r, 128v, 138r, 175r, 177v, 209r; 8, c. 4r, 31r, 38r, 41r, 49r, 66r, 75v, 87r, 98v und passim.
  - Sezione notarile. Testamenti, b. 1149/2 (Testament vom 29. Oktober 1457; dasjenige des Vaters, ibid., b. 1255, c. 191v–192r).
  - Collegio notatorio, reg. 4, c. 129r; 5, c. 72r, 139r, 164r.
- Biblioteca Nazionale Marciana, Mss. It., cl. VII, 16 (=8305): Girolamo Alessandro Cappellari Vivaro: Campidoglio veneto, II, c. 87v–88r (Digitalisat).
  - Cod. Cicogna 3418: Famiglie venete, sub voce (zur Absetzung).
- Bibliothek des Civico Museo Correr, Cod. Cicogna 3782: Girolamo Priuli: Pretiosi frutti del Maggior Consiglio per opera del detto Ottaviano Contarini, II, c. 16v–19v. (entstanden 1626–1671).
  - Cod. Cicogna 2009/23 (zum Grabmal).
  - Cod. Cicogna 3526: Giovanni Paolo Gasperi (1712–1775): Catalogo della Biblioteca veneta, ossia degli Scrittori Veneziani, 4 Bde., II, S. 113 f.

### Editionen
- Angela Caracciolo Aricò (Hrsg.): Marin Sanudo: Le vite dei dogi 1423–1474. Band 1, La Malcontenta, Venedig 1999 (Digitalisat).
- Riccardo Predelli (Hrsg.): I libri commemoriali della Repubblica di Venezia. Regesti, Venedig 1883–1901, III, S. 296, 370, 378, 382; IV, S. 12, 15 f., 20, 32, 42, 49–308; V, S. 2–132, 134 f., 230.
- Remigio Sabbadini: Centotrenta lettere inedite di Francesco Barbaro, precedute dall'ordinamento critico cronologico dell’intero suo epistolario seguite da appendici di Remigio Sabbadini, Salerno 1884, S. 17.
- Riccardo Predelli (Hrsg.): Diplomatarium Veneto Levantinum sive acta et diplomata res Venetas Graecas, II (1351–1454), Venedig 1899, passim.
- Franco Gaeta (Hrsg.): Nunziature di Venezia, VI, Rom 1967, S. 315.
- Marcantonio Sabellico, Historiae rerum Venetarum libri XXXIII, Venedig 1487, Bd. I, Venedig 1718, S. 465, 468, 483–486, 522, 714.
- Giovanni Degli Agostini: Notizie istorico-critiche intorno la vita e le opere degli scrittori viniziani, I, Venedig 1752, S. 51, 158 f., 222, 224; II, Venedig 1754, S. 16 f., 54, 89, 194, 411 f. (Digitalisat, Bd. II)
- Flaminio Corner: Opuscula quatuor quibus illustrantur gesta b. Francisci Quirini patriarchae Gradensis, Joannis de Benedictis episcopi Tarvisini, Francisci Foscari ducis Venetiarum…, Venedig 1758.
- Emmanuele Antonio Cicogna: Delle Inscrizioni Veneziane, Bd. 1–6, Venedig 1824–1853, II, S. 54, 132, 137, 142; III, S. 383ff, 389; IV, S. 159, 257, 259, 448, 484; V, S. 70, 89, 92, 123, 229, 483, 666; VI, S. 25, 41, 49, 63, 100, 106, 129, 556, 574 f., 584, 632, 733, 735 f.